# Niels Jørgensen Seerup
Niels Jørgensen Seerup (9. marts 1621, Serup Præstegård, Serup Sogn – 18. marts 1685) var en dansk rektor, sognepræst i Ribe og provst for Hviding Herred.

## Liv og karriere
Niels Jørgensen Seerup blev født i Serup Præstegård hvor hans far Jørgen Nielsen Brandstrup var sognepræst. Seerup gik først i skole i Mariager, hvor hans ældste bror var rektor, han blev dog student fra Viborg Skole i 1640 og tog magistergraden i 1643. Samme år blev han rektor ved Helsingørs Skole, senere i 1646 forflyttet til Sorø med samme embede.
I 1652 kom Seerup til Ribe, hvor han af kongen var udvalgt til efterfølger for sognepræsten Søren Andersen Vedel, efter Vedels død i 1653 blev han først trolovet og samme år gift med Vedels datter Else (1624-1697), med det ægteskab kom Seerup til at besidde ejendommen Liljebjærget, der var berømt som bolig for hans hustrus farfar Anders Sørensen Vedel.
Seerup havde en stor anseelse i Ribe og i de daværende lærde kredse, han blev også provst i Hvidding Herred og Kannik i domkapitlet, hvis økonomi og regnskab han i en årrække styrede. Han udgav et par disputatser og andre småskrifter, disse er dog ikke tillagt nogen større betydning.

### Familie
Efter Seerups ægteskab med Else Vedel den 27. august 1653 fik parret ti børn:
- 1654: præst Søren Nielsen Serup
- 1655: Jørgen Nielsen Serup
- 1656: Christen Nielsen Serup
- 1657: Anders Nielsen Serup
- 1659: Christen Nielsen Serup
- 1660: læge Jørgen Nielsen Serup
- 1661: Susanne Serup
- 1663: Peder Serup
- 1664: Niels Nielsen Serup
- 1666: Christen Nielsen Serup